# Gioacchino Greco
Gioacchino Greco (cerca de 1600, Calábria — Antilhas, 1634) foi enxadrista italiano considerado como o melhor jogador de xadrez do século XVII.
Em 1617 mudou-se para Lorena e começa a se tornar famoso depois de vencer quatro oponentes de uma só vez (simultânea). Em 1619 dedica ao Duque de Lorena um tratado sobre o jogo. Em 1622, em visita a Paris, consegue brilhantes vitórias sobre Arnault, La Salle e Nemous; depois desses feitos foi aclamado o melhor jogador da época. Em 1630 foi à Espanha e seguiu colecionando troféus, no ano seguinte veio para os EUA, onde morreu em meados de 1634.
Greco anotou algumas das primeiras partidas de xadrez registradas, 77 no total. Suas partidas, todas contra anônimos ("NN"), foram possivelmente montadas, mas são mesmo assim consideradas ferramentas muito úteis para o entendimento de armadilhas em aberturas. Entre suas partidas/construções temos este xeque-mate:
NN vs Greco 1620
- 1.e4 e5
- 2.Cf3 Cc6
- 3.Bc4 Bc5
- 4.O-O Cf6
- 5.Te1 O-O
- 6.c3 De7
- 7.d4 exd4
- 8.e5 Cg4
- 9.cxd4 Cxd4
- 10.Cxd4 Dh4
- 11.Cf3 Dxf2+
- 12.Rh1 Dg1+
- 13.Cxg1 Cf2++ 0-1

com sacrifício da Dama:
Greco vs NN 1619
- 1.e4 b6
- 2.d4 Bb7
- 3.Bd3 f5
- 4.exf5 Bxg2
- 5.Dh5+ g6
- 6.fxg6 Cf6
- 7.gxh7 Cxh5
- 8.Bg6++  1-0

Greco abriu o caminho para muitas das legendas da era Romântica do Xadrez, como François-André Danican Philidor e Paul Morphy .

## Greco vs Diabo
Relato mítico. Existem dois problemas de xadrez que, supostamente, representam uma partida de Greco contra uma mulher misteriosa. Ao anunciar mate em dois, a mulher diz que é impossível, porque Greco tinha perdido a rainha - e ela transforma a rainha branca em negra. Neste momento, Greco anuncia que na nova posição também é possível dar mate em dois, e a mulher mostra ser o diabo, e desaparece.